# Usingerella simplex
Usingerella simplex är en insektsart som först beskrevs av Reuter 1909.  Usingerella simplex ingår i släktet Usingerella och familjen ängsskinnbaggar. Inga underarter finns listade i Catalogue of Life.